# JR 난바역
JR 난바 역(일본어: JR難波駅, じぇいあーるなんばえき 제이아루난바에키[*])은 일본 오사카부 오사카시 나니와구에 위치한 역이다.

## 역 구조
쌍섬식 승강장으로 2면 4선의 지하역이다. 지하도를 통해 오사카난바 역이나 난바 역과 연결된다. 서일본 여객철도 지정 특정도구시내제도에 의한 '오사카 시내'에 속해 있으며, 이코카 및 제휴 IC 카드의 사용이 가능하다.

### 승강장
| 1 - 4 | ■ 야마토지 선 | 덴노지・오지・나라・다카다 방면 |

## 역사
- 1889년 5월 14일: 오사카 철도의 미나토마치역으로서 개업
- 1900년 6월 6일: 오사카 철도의 노선이 간사이 철도에게로 넘어간다.
- 1907년 10월 1일: 국유화에 의해 일본국유철도의 소속이 되었다.
- 1909년 10월 12일: 선로 명칭 제정에 따라 간사이 본선의 소속이 되었다.
- 1973년 9월 20일: JR 난바 발착 우등 열차가 폐지되었다.
- 1985년 3월 14일: 화물 취급 폐지.
- 1987년 4월 1일: 민영화에 의해 서일본 여객철도의 소속이 되었다.
- 1996년 3월 22일: 서일본 여객철도 소속 역 최초로 지하화.
- 2003년 11월 1일: 이코카의 사용이 개시되었다.

## 인접정차역
| 서일본 여객철도 간사이 본선 | 서일본 여객철도 간사이 본선          | 서일본 여객철도 간사이 본선 |
| --------------------------- | ------------------------------------ | --------------------------- |
| 신이마미야 가모 방면        | ■ 야마토지 선 야마토지 라이너 · 쾌속 | 시·종착역                   |
| 이마미야 가모 방면          | ■ 야마토지 선 보통                   | 시·종착역                   |